# فرودگاه دزرت راک
فرودگاه دزرت راک (به انگلیسی: Desert Rock Airport) یک فرودگاه وزارت انرژی ایالات متحده آمریکا با کد یاتا DRA است که یک باند فرود بتن دارد و طول باند آن ۲۲۹۱ متر است. این فرودگاه در کشور ایالات متحده آمریکا قرار دارد .